# Te quiero tanto
«Te quiero tanto» es una canción grabada por el cantante y compositor mexicano Kevin Kaarl. La canción fue escrita por él mismo y producida por Kaarl junto a David Muntuy y Carlos Emilio Fajardo Ruiz. Se lanzó al mercado musical el 2 de septiembre de 2022 como el segundo sencillo de su segundo álbum de estudio París, Texas.
La canción obtuvo más de 15 millones de visualizaciones en YouTube, y más de 40 millones de reproducciones en Spotify.

## Video musical
El video musical de «Te quiero tanto» fue lanzado el 24 de marzo de 2023 en la plataforma digital YouTube, fue dirigido por Hermann Neudert y producido por Wenzel Neudert. Cuenta con más de 15 millones de reproducciones.

## Lista de canciones

### Descarga digital
| Te quiero tanto — Single |                   |                                |          |  |
| N.º                      | Título            | Escritor(es)                   | Duración |  |
| 1.                       | «Te quiero tanto» | Kevin Eduardo Hernández Carlos | 5:26     |  |